# Desana
Desana är en ort och kommun i provinsen Vercelli i regionen Piemonte, Italien. Kommunen hade 1 064 invånare (2018).